# Inibidor de absorção de colesterol
Os inibidores da absorção do colesterol são uma classe de fármacos que impedem a absorção do colesterol no intestino delgado para o sistema circulatório.